# Chodzież (district)
Chodzież is een Pools district (powiat) in de Poolse provincie Groot-Polen. De oppervlakte bedraagt 680,58 km², het inwonertal 46.843 (2005).

## Steden
- Chodzież
- Margonin
- Szamocin

Stad- en landgemeenten:
Margonin · Szamocin

Landgemeenten:
Budzyń · Chodzież (regeringsplaats)
Stadsdistricten:
Kalisz · Konin · Leszno · Poznań

Districten:
Chodzież · Czarnków · Gniezno · Gostyń · Grodzisk Wielkopolski · Jarocin · Kalisz · Kępno · Koło · Konin · Kościan · Krotoszyn · Leszno · Międzychód · Nowy Tomyśl · Oborniki · Ostrów Wielkopolski · Ostrzeszów · Piła · Pleszew · Poznań · Rawicz · Słupca · Środa Wielkopolska · Śrem · Szamotuły · Turek · Wągrowiec · Wolsztyn · Września · Złotów

Grootste steden:
Gniezno · Jarocin · Kalisz · Koło · Konin · Kościan · Krotoszyn · Leszno · Luboń · Ostrów Wielkopolski · Piła · Poznań · Śrem · Swarzędz · Turek · Wągrowiec · Września